# Первомайский (Вологодский район)
Первомайский — посёлок в Вологодском районе Вологодской области.
Входит в состав Новленского сельского поселения (с 1 января 2006 года по 8 апреля 2009 года входил в Нефедовское сельское поселение), с точки зрения административно-территориального деления — в Нефедовский сельсовет.
Расстояние до районного центра Вологды по автодороге — 85 км, до центра муниципального образования Новленского по прямой — 20 км. Ближайшие населённые пункты — Аристово, Красный Двор, Фалелеево, Ивлевское, Рословское, Куркино, Отеклеево, Колышкино, Попово.
По переписи 2002 года население — 36 человек (18 мужчин, 18 женщин). Преобладающая национальность — русские (92 %).